# Panguipulli
Panguipulli é uma cidade e comuna do Chile localizada na Região de Los Rios. Da comuna tem uma população de 33.273 habitantes e uma superfície de 3.292 km².
A cidade está localizada na márgem leste do Lago Panguipulli.

## Geografia
Possui uma população de 33.273 habitantes (censo de 2002) e uma superfície de 3.332 km². Limita com as comunas de Villarrica a norte, Lanco e Máfil a oeste, Los Lagos e  Futrono ao sul, bem como com a República Argentina a leste. Panguipulli tambiém é conhecida como a "Comuna dos Sete Lagos", já que em seu território se localizam os lagos Calafquén, Pullinque, Pellaifa, Neltume, Riñihue, Pirihueico e Panguipulli.
Al principais vias de acesso são a Ruta CH-203, que liga Ruta 5-CH em Lanco ao Passo Huahum, na divisa com a Argentina, e a Ruta CH-201, que liga a CH-203 ao Passo Carirriñe, a norte do primeiro.